# تصفيات كأس العالم 2026 (أوروبا)
تصفيات كأس العالم لكرة القدم 2026 ستكون المنافسة الأوروبي من ضمن المؤهلة إلى بطولة كأس العالم 2026 لكرة القدم، التي ستقام للمنتخبات الوطنية في كندا والمكسيك والولايات المتحدة، سيتنافس فرق الأعضاء في اتحاد الاتحادات الأوروبية لكرة القدم على 16 مقعداً في البطولة النهائية.

## المشاركون
جميع الفرق الوطنية 55 المنتسبة إلى فيفا من الاتحاد الأوروبي لكرة القدم (يويفا) قادرة على تقديم طلب للتأهل. ومع ذلك، تم تعليق روسيا إلى أجل غير مسمى في 28 فبراير 2022 من المشاركة في مسابقات الاتحاد الأوروبي لكرة القدم والفيفا بسبب غزو بلادهم لأوكرانيا. لذا ليس من الواضح ما إذا كانوا سيتنافسون في قسم الاتحاد الأوروبي لكرة القدم في تصفيات كأس العالم.
- ألبانيا
- أندورا
- أرمينيا
- النمسا
- أذربيجان
- بيلاروس
- بلجيكا
- البوسنة والهرسك
- بلغاريا
- كرواتيا
- قبرص
- جمهورية التشيك
- الدنمارك
- إنجلترا
- إستونيا
- جزر فارو
- فنلندا
- فرنسا
- جورجيا
- ألمانيا
- جبل طارق
- اليونان
- المجر
- آيسلندا
- إسرائيل
- إيطاليا
- كازاخستان
- كوسوفو
- لاتفيا
- ليختنشتاين
- ليتوانيا
- لوكسمبورغ
- مالطا
- مولدوفا
- الجبل الأسود
- هولندا
- مقدونيا
- أيرلندا الشمالية
- النرويج
- بولندا
- البرتغال
- جمهورية أيرلندا
- رومانيا
- روسيا (معلق)
- سان مارينو
- إسكتلندا
- صربيا
- سلوفاكيا
- سلوفينيا
- إسبانيا
- السويد
- سويسرا
- تركيا
- أوكرانيا
- ويلز

## التنسيق
في 25 يناير 2023 تم تأكيد تنسيق التأهل من قبل اللجنة التنفيذية للاتحاد الأوروبي لكرة القدم خلال اجتماعها في نيون، سويسرا نظرًا لزيادة عدد أماكن البطولة النهائية للاتحاد الأوروبي لكرة القدم من 13 إلى 16 مقعداً، تم تعديل تنسيق التأهل عن الدورة السابقة. ستضم مرحلة المجموعات المؤهلة الاثنى عشر مجموعة من أربعة أو خمسة منتخبات، سيتأهل المنتهب متصدر كل مجموعة مباشرة إلى كأس العالم، بينما ستتقدم الفرق التي تحتل المركز الثاني إلى المباريات الفاصلة، إلى جانب أفضل أربعة فائزين بمجموعات دوري الأمم الأوروبية 2024-25 والتي أنهت خارج المركزين الأول والثاني في مجموعتها المؤهلة. في 28 يونيو 2023 أوصت اللجنة التنفيذية للاتحاد الأوروبي لكرة القدم رسميًا بتنسيق التأهل إلى الفيفا، والذي تمت الموافقة عليه لاحقًا.
- الجولة الأولى (مرحلة المجموعات): ستلعب اثنتا عشرة مجموعة من أربعة أو خمسة منتحبات مباريات الذهاب والإياب ضد جميع المنتخبات الأخرى في المجموعة، ويتأهل متصدرو المجموعات إلى مباشرة كأس العالم.
- الجولة الثانية (مرحلة التصفيات): سيتم تقسيم 16 فريقًا (اثنا عشر فريقًا من وصيفي المجموعات وأفضل أربعة فائزين بمجموعات دوري الأمم، استنادًا إلى الترتيب العام لدوري الأمم، الذين أنهوا خارج المركزين الأولين في مجموعتهم المؤهلة) إلى أربعة مسارات، لعب جولتين من المباريات الفاصلة من مباراة واحدة (نصف النهائي مع الفرق المصنفة المضيفة، تليها النهائيات، مع سحب الفرق المضيفة). سيتأهل الفائزون الأربعة بالمسار إلى كأس العالم.

## الجدول
تم جدولة التصفيات الأوروبية المؤهلة لكأس العالم 2026. ستلعب الفرق التي تم تقسيمها إلى مجموعات مكونة من خمسة فرق تلعب أول مبارياتها في مارس 2025، أو يونيو 2025 إذا كانت تشارك في الدور ربع النهائي أو تصفيات الصعود/الهبوط لدوري الأمم الأوروبية 2024–25. ستلعب الفرق التي تم تقسيمها إلى مجموعات مكونة من أربعة أولى مبارياتها في سبتمبر 2025.
| الجولة                             | الجولات         | الجولات          | تواريخ            |
| الجولة                             | مجموعات من خمسة | مجموعات من أربعة | تواريخ            |
| ---------------------------------- | --------------- | ---------------- | ----------------- |
| الجولة الأولى (مرحلة المجموعات)    | الجولة الأولى   | —                | 21–22 مارس 2025   |
| الجولة الأولى (مرحلة المجموعات)    | الجولة الثانية  | —                | 24–25 مارس 2025   |
| الجولة الأولى (مرحلة المجموعات)    | الجولة الثالثة  | —                | 6–7 يونيو 2025    |
| الجولة الأولى (مرحلة المجموعات)    | الجولة الرابعة  | —                | 9–10 يونيو 2025   |
| الجولة الأولى (مرحلة المجموعات)    | الجولة الخامسة  | الجولة الأولى    | 4–6 سبتمبر 2025   |
| الجولة الأولى (مرحلة المجموعات)    | الجولة السادسة  | الجولة الثانية   | 7–9 سبتمبر 2025   |
| الجولة الأولى (مرحلة المجموعات)    | الجولة السابعة  | الجولة الثالثة   | 9–11 أكتوبر 2025  |
| الجولة الأولى (مرحلة المجموعات)    | الجولة الثامنة  | الجولة الرابعة   | 12–14 أكتوبر 2025 |
| الجولة الأولى (مرحلة المجموعات)    | الجولة التاسعة  | الجولة الخامسة   | 13–15 نوفمبر 2025 |
| الجولة الأولى (مرحلة المجموعات)    | الجولة العاشرة  | الجولة السادسة   | 16–18 نوفمبر 2025 |
| الجولة الثانية (المباريات الفاصلة) | نصف النهائي     | نصف النهائي      | 26 مارس 2026      |
| الجولة الثانية (المباريات الفاصلة) | النهائي         | النهائي          | 31 مارس 2026      |

### أوعية التصنيف
أوعية التصنيف التالية مؤقتة حتى يتم تأكيدها من قبل الاتحاد الدولي لكرة القدم والاتحاد الأوروبي لكرة القدم بعد إصدار تصنيف الفيفا العالمي للرجال في 28 نوفمبر 2024.
| QF | منتخب        | مركز |
| -- | ------------ | ---- |
| 1  | إسبانيا[QF]  |      |
| 1  | هولندا[QF]   |      |
| 2  | فرنسا[QF]    |      |
| 2  | كرواتيا[QF]  |      |
| 3  | البرتغال[QF] |      |
| 3  | الدنمارك[QF] |      |
| 4  | إيطاليا[QF]  |      |
| 4  | ألمانيا[QF]  |      |
| —  | إنجلترا      |      |
| —  | بلجيكا[PO]   |      |
| —  | سويسرا       |      |
| —  | النمسا[PO]   |      |

| منتخب          | مركز |
| -------------- | ---- |
| أوكرانيا[PO]   |      |
| السويد         |      |
| تركيا[PO]      |      |
| ويلز           |      |
| المجر[PO]      |      |
| صربيا[PO]      |      |
| بولندا         |      |
| اليونان[PO]    |      |
| رومانيا        |      |
| سلوفاكيا[PO]   |      |
| جمهورية التشيك |      |
| النرويج        |      |

| منتخب               | مركز |
| ------------------- | ---- |
| إسكتلندا[PO]        |      |
| سلوفينيا[PO]        |      |
| جمهورية أيرلندا[PO] |      |
| ألبانيا             |      |
| مقدونيا             |      |
| جورجيا[PO]          |      |
| فنلندا              |      |
| آيسلندا[PO]         |      |
| أيرلندا الشمالية    |      |
| الجبل الأسود        |      |
| البوسنة والهرسك     |      |
| إسرائيل             |      |

| منتخب       | مركز |
| ----------- | ---- |
| بلغاريا[PO] |      |
| لوكسمبورغ   |      |
| كوسوفو[PO]  |      |
| بيلاروس     |      |
| أرمينيا[PO] |      |
| كازاخستان   |      |
| أذربيجان    |      |
| إستونيا     |      |
| قبرص        |      |
| جزر فارو    |      |
| لاتفيا      |      |
| ليتوانيا    |      |

| منتخب      | مركز |
| ---------- | ---- |
| مولدوفا    |      |
| مالطا      |      |
| أندورا     |      |
| جبل طارق   |      |
| ليختنشتاين |      |
| سان مارينو |      |

| منتخب | مركز |
| ----- | ---- |
| روسيا |      |

ملاحظة
1. QF ربع نهائي دوري الأمم الأوروبية، مصنف تلقائيًا في التصنيف الأول وغير متاح خلال فترة مارس 2025
2. PO مشارك في تصفيات الصعود/الهبوط لدوري الأمم الأوروبية غير متاح خلال نافذة مارس 2025